# Ectropothecium dealbatum
Ectropothecium dealbatum là một loài Rêu trong họ Hypnaceae. Loài này được (Reinw. & Hornsch.) A. Jaeger mô tả khoa học đầu tiên năm 1880.